# 7. konjeniška divizija (Avstro-Ogrska)
7. konjeniška divizija (izvirno nemško 7. Kavallerie-Division oz. nemško 7. Kavallerietruppen-Division) je bila konjeniška divizija avstro-ogrske kopenske vojske, ki je bila aktivna med prvo svetovno vojno.

## Organizacija
Maj 1914
- 11. konjeniška brigada
- 20. konjeniška brigada
- reitende Artillerie-Division Nr. 1

## Poveljstvo
Poveljniki (Kommandanten)
- Ignaz von Korda: avgust 1914 - marec 1915
- Siegmund von Micewski: marec 1915 - julij 1916
- Gabriel Marenzi von Tagliuno und Talgate, Markvon Oliola, von Marenzfeldt und Scheneck: julij 1916 - avgust 1918
- Alexander Szivó de Bunya: avgust - november 1918